# Elezioni federali in Germania del 1953
Le elezioni federali nella Repubblica Federale di Germania del 1953 si tennero il 6 settembre per il rinnovo del Bundestag.
Si recò alle urne l'86% dei cittadini aventi diritto al voto.

## Risultati
| Liste                                          | Maggioritario | Maggioritario | Maggioritario | Proporzionale | Proporzionale | Proporzionale | BB | Totale seggi |
| Liste                                          | Voti          | %             | Seggi         | Voti          | %             | Seggi         | BB | Totale seggi |
| ---------------------------------------------- | ------------- | ------------- | ------------- | ------------- | ------------- | ------------- | -- | ------------ |
| Unione Cristiano-Democratica di Germania (CDU) | 9.577.659     | 34,80         | 130           | 10.016.594    | 36,36         | 61            | 6  | 197          |
| Partito Socialdemocratico di Germania (SPD)    | 8.131.257     | 29,55         | 45            | 7.944.943     | 28,84         | 106           | 11 | 162          |
| Partito Liberale Democratico (FDP)             | 2.967.566     | 10,78         | 14            | 2.629.163     | 9,54          | 34            | 5  | 53           |
| Unione Cristiano-Sociale in Baviera (CSU)      | 2.450.286     | 8,90          | 42            | 2.427.387     | 8,81          | 10            | -  | 52           |
| Blocco Pangermanico (GB/BHE)                   | 1.613.215     | 5,86          | -             | 1.616.953     | 5,87          | 27            | -  | 27           |
| Partito Tedesco (DP)                           | 1.073.031     | 3,90          | 10            | 896.128       | 3,25          | 5             | -  | 15           |
| Partito Comunista di Germania (KPD)            | 611.317       | 2,22          | -             | 607.860       | 2,21          | -             | -  | -            |
| Partito Bavarese (BP)                          | 399.070       | 1,45          | -             | 465.641       | 1,69          | -             | -  | -            |
| Partito Popolare Pan-Tedesco                   | 286.465       | 1,04          | -             | 318.475       | 1,16          | -             | -  | -            |
| Deutsche Reichspartei                          | 204.725       | 0,74          | -             | 295.739       | 1,07          | -             | -  | -            |
| Partito di Centro Tedesco                      | 55.835        | 0,20          | 1             | 217.078       | 0,79          | 2             | -  | 3            |
| Dachverband der Nationalen Sammlung            | 78.356        | 0,28          | -             | 70.726        | 0,26          | -             | -  | -            |
| Associazione degli Elettori del Sud Schleswig  | 44.339        | 0,16          | -             | 44.585        | 0,16          | -             | -  | -            |
| Altri                                          | 26.639        | 0,10          | -             | -             | -             | -             | -  | -            |
| Totale                                         | 27.519.760    |               | 242           | 27.551.272    |               | 245           | 19 | 509          |

## Conseguenze
Dopo le elezioni, il cristiano democratico Konrad Adenauer viene rinconfermato cancelliere alla guida di una vasta coalizione (i 2/3 del Bundestag) comprendente tutti i partiti politici, eccetto il Partito di Centro e quello Socialdemocratico.